# إدوارد فويجت
إدوارد فويجت هو قاضي ومحامي وسياسي أمريكي، ولد في 1 ديسمبر 1873 في مدينة بريمن في ألمانيا، وتوفي في 26 أغسطس 1934 في شيبويغن في الولايات المتحدة. نشط حزبياً في الحزب الجمهوري. وقد انتخب عضو مجلس النواب الأمريكي ‏.